# Niels Preben Rosenkrantz
Niels Preben Rosenkrantz (1. december 1795 på Kristinelund ved Aarhus – 12. marts 1825 i Horsens) var en dansk amtmand.
Rosenkrantz var søn af forpagter og kaptajn Thomas Rosenkrantz til Kristinelund og Frederikke Christiane Ulrikke Kaas, men blev opdraget hos sin slægtning, gehejmeråd Niels Rosenkrantz i København. Han blev student 1812 fra Roskilde Katedralskole og uddannet cand.jur. i 1817, blev samme år kammerjunker og var assessor ved henholdsvis Landsoverretten for Nørrejylland (fra 1818) og Københavns Politiret (fra 1821), før han 1824 blev den første amtmand over det nyetablerede Skanderborg Amt, men han døde allerede året efter, 29 år gammel. Han efterlod sig hustruen Karen Elisabeth Klingberg (8. august 1797 – 24. januar 1863 i København, datter af Christian Klingberg), som han havde ægtet 17. august 1821 på Frederiksberg. En datter, Warinka, blev gift med Jørgen Wichfeld.
| Efterfulgte: Embede oprettet | Amtmand over Skanderborg Amt 9. marts 1824 - 12. marts 1825 | Efterfulgtes af: Carl Gustav Rosenørn |